# Multihomicidio de la colonia Narvarte
El multihomicidio de la Colonia Narvarte, o Caso Narvarte (Ciudad de México, 31 de julio de 2015) refiere al homicidio del fotoperiodista Rubén Espinosa Becerril, la activista Nadia Vera, la modelo Mile Virginia Martín, la maquilladora Yesenia Quiroz y la trabajadora doméstica Olivia Alejandra Negrete en la colonia Narvarte. Aunque la investigación sigue abierta, los familiares de las víctimas señalan que el caso quedó estancado.
A diez años del multifeminicidio y el homicidio en la Colonia Narvarte, tres autores materiales han sido condenados, pero sigue sin aclararse el motivo del crimen. Además, las familias de las víctimas y las organizaciones que les acompañan han aportado pruebas a la Fiscalía General de Justicia de la Ciudad de México del involucramiento de al menos tres personas más en el crimen, y una red de diez personas que estuvieron en comunicación previa y posteriormente a los hechos. Dicha información no ha sido investigado por dicha autoridad.

## Reconstrucción
De acuerdo con la Procuraduría General de Justicia del Distrito Federal, el asesinato ocurrió el viernes 31 de julio en un departamento del edificio 1909 de la calle Luz Saviñón, en la colonia Narvarte. Los cuerpos fueron hallados en las recámaras y el baño del lugar. Cada uno presentaba una herida por disparo de arma de fuego en la cabeza, así como excoriaciones en el cuerpo a causa del forcejeo.
Una de las víctimas, el fotoperiodista Rubén Espinosa, se había mudado de Veracruz a la Ciudad de México el mes anterior debido a las amenazas que había recibido por su trabajo periodístico. De acuerdo con la reconstrucción de los hechos ofrecida por el procurador Rodolfo Ríos Garza, Rubén Espinosa, Nadia Vera y un amigo identificado como «Arturo» salieron la noche del jueves, llegando al departamento alrededor de las 02:00 horas del viernes 31, donde permanecieron hasta la mañana.
Según Ríos Garza, una mujer que habitaba en el departamento –identificada posteriormente como «Esbeidy», de 29 años– salió a trabajar la mañana del viernes, dejando a Rubén, Nadia y «Arturo» conversando. Posteriormente, Rubén y «Arturo» salieron, pero el fotógrafo decidió volver al departamento. Alrededor de las 9:30 horas, la trabajadora doméstica Olivia Alejandra Negrete arribó al lugar. Después de las 12:00 horas, los tres presuntos responsables del asesinato ingresaron al departamento, y cometieron el crimen entre las 12:00 y las 15:00 horas. Los delincuentes huyeron del edificio a bordo de un automóvil Mustang rojo –propiedad de la modelo Mile Virginia Martín–, llevándose consigo un maletín. Por la noche, la mujer que había salido a trabajar el viernes por la mañana regresó al departamento, encontró los cinco cadáveres, y dio aviso a las autoridades.

## Cronología

### 2015
El 4 de agosto de 2015, el procurador Rodolfo Ríos Garza informó que se vinculó a tres hombres con el multihomicidio de la colonia Narvarte. El 5 de agosto, una persona fue detenida por la procuraduría, quien más tarde confesó su participación en los hechos. El detenido, identificado como Daniel Pacheco Gutiérrez, fue consignado por los delitos de feminicidio, homicidio y robo agravado en pandilla. El 13 de agosto, la jueza Hermelinda Silva dictó auto de formal prisión a Pacheco, quien reconoció haber participado en el robo, pero no en el homicidio.
La línea de investigación principal de la PGJDF fue el robo, a pesar de que «Esbeidy» declaró que los delincuentes solamente robaron seis mil pesos y que la policía halló varios objetos de valor en el departamento. Abogados y familiares de las víctimas pidieron a la procuraduría que no descartase un móvil político debido a la labor periodística de Rubén Espinosa, exigiendo la presentación del gobernador de Veracruz, Javier Duarte, ante las autoridades. El 11 de agosto, Duarte rindió declaración ante la PGJDF, deslindándose de toda responsabilidad.
El 14 de agosto, se reportó el hallazgo de 300 gramos de droga sintética en el departamento. Los exámenes toxicológicos practicados establecieron que tres personas implicadas en el caso habían dado positivo: Daniel Pacheco, por consumo de cocaína "en cantidades considerables"; Rubén Espinosa, por cocaína; y Nadia Vera, por rastros de marihuana. En su declaración ministerial, Pacheco sostuvo que había ido al departamento de la Narvarte en compañía de dos sujetos identificados como «Omar N.» y «Abraham N.» con la finalidad de obtener sexo; nuevamente, afirmó haber robado «una mochila negra» y se deslindó del homicidio.
El 18 de agosto, elementos de la PGJDF acudieron a la Fiscalía General de Veracruz para tomar declaración de cinco funcionarios (anteriores y actuales) de la administración de Javier Duarte; entre ellos, Arturo Bermúdez Zurita, titular de la Secretaría de Seguridad Pública, que había sido señalado como autor intelectual de un ataque contra estudiantes y activistas el 5 de junio de 2015. En dicha manifestación participó la activista Nadia Vera, mientras que Rubén Espinosa dio cobertura fotográfica al incidente.
El 30 de agosto se anunció la detención del expolicía Abraham Torres Tranquilino, de 24 años («Abraham N.»). Torres Tranquilino había sido sentenciado en 2011 a cuatro años de cárcel por cargos de tortura y uso indebido del servicio público, pero salió en libertad condicional en octubre de 2012. Según la declaración de Pacheco, Torres Tranquilino fue quien le invitó al departamento de la Narvarte.
En su declaración ministerial, Torres Tranquilino señaló que habían ido al departamento para apropiarse de paquetes de drogas que presuntamente había recogido días antes Mile Virginia Martín en el Aeropuerto de la Ciudad de México, señalando a Daniel Pacheco y a «Omar N.» como presuntos integrantes del grupo de los Zetas. También indicó no conocer a Rubén Espinosa y a las otras víctimas y haber evadido a la policía al sobornar a un agente de tránsito. El 7 de septiembre, la jueza Silva dictó auto de formal prisión a Torres Tranquilino.
El 31 de agosto, la organización Artículo 19 acusó que la PGJDF violó protocolos de investigación, como la filtración de información sensible «de manera ilegal y dolosa» a medios de comunicación –tales como fotografías de los cadáveres o los resultados de los estudios químicos realizados a los cuerpos– «que solo han revictimizado, estigmatizado y criminalizado a las víctimas del múltiple homicidio». Así mismo, también se acusó a la fiscalía de acotar las líneas de investigación y no considerar a fondo el móvil de ataque a la libertad de expresión, así como la sospecha de tortura contra Daniel Pacheco, misma que fue descartada posteriormente por la Comisión de Derechos Humanos del Distrito Federal. El mismo día, el gobernador Javier Duarte calificó las acusaciones en su contra como un «linchamiento mediático».
El 10 de septiembre, los abogados de las víctimas solicitaron a la PGJDF, mediante un amparo, ampliar las declaraciones de Arturo Bermúdez, titular de la Secretaría de Seguridad Pública, así como de Benito González Morales, su predecesor, para indagar más sobre un posible móvil político del homicidio.
El 11 de septiembre, la fiscalía anunció la detención de César Omar Martínez Zendejas, de 32 años, como el tercer implicado en el homicidio. Aunque Martínez Zendejas negó conocer a Daniel Pacheco y haber estado en el departamento la noche del crimen, peritajes posteriores lo desmintieron. El 18 de septiembre, recibió el auto de formal prisión.
El 17 de septiembre, cuatro vídeos entregados de forma anónima a la PGJDF mostraron a dos individuos más implicados en el caso, quienes siguieron en una camioneta al Mustang donde escaparon los asesinos. Los ocupantes del Mustang entregaron un paquete y un sobre amarillo a los de la camioneta tres horas después del crimen. El 23 de septiembre, los abogados de las víctimas indicaron que los implicados habían intercambiado al menos 30 llamadas y mensajes de texto en su trayecto al edificio donde se realizó el multihomicidio, así como hasta dos horas posteriores al crimen, por lo que instaron a la PGJDF a investigar dichas comunicaciones.
El 1 de octubre, las autoridades hallaron la camioneta Suburban azul marino que los tres implicados utilizaron para llegar al departamento en la Narvarte. De acuerdo a la reconstrucción de los hechos, la camioneta salió con Daniel Pacheco, Abraham Torres y César Omar Martínez a las 13:36 de la colonia San Francisco Culhuacán, en Coyoacán. Después del homicidio, los asesinos se separaron: dos huyeron en el Mustang rojo y otro en la Suburban, volviéndose a reunir alrededor de las 19:10 horas para repartirse lo robado. La investigación también halló una llamada entre Abraham Torres y Mile Virginia Martín antes de partir de San Francisco Culhuacán rumbo al departamento.
El 9 de octubre, en una comparecencia ante la Asamblea Legislativa del Distrito Federal, el procurador Ríos Garza descartó que el multihomicidio estuviera relacionado con la delincuencia organizada, en tanto que el senador Marco Antonio Blázquez señaló que solicitaría a la Procuraduría General de la República que atrajera el caso.
El 5 de noviembre, los abogados de las víctimas del multihomicidio presentaron un amparo debido a que la PGJDF se negó a informarles por escrito sobre los avances de la investigación y a realizar nuevos peritajes. Karla Michelle Salas, abogada representante de Nadia Vera y Mile Virginia, acusó que la investigación prácticamente se detuvo a mediados de septiembre y que el juicio se encontrada paralizado. El 9 de noviembre, un grupo de periodistas y defensores de derechos humanos presentó una plataforma de acompañamiento para darle seguimiento mediático al caso.
El 25 de noviembre, un grupo de fotoperiodistas protestó por el caso Narvarte en el evento de reapertura de la línea 12 del Metro de la Ciudad de México, encabezado por el jefe de gobierno de la capital, Miguel Ángel Mancera. Aunque diversos diarios nacionales cubrieron la protesta, varias notas fueron retiradas de los portales web por una supuesta presión del gobierno de la Ciudad de México.
El 27 de noviembre, la PGJDF determinó que el origen del crimen fue la amistad de los asesinos con la colombiana Mile Virginia Martín, aunque se reconoció que aún no existía un móvil claro del homicidio. El subprocurador de Justicia, Edmundo Garrido, afirmó que la investigación había sido «transparentada más allá de los estándares regulares» Al día siguiente, el Quinto Tribunal Colegiado en Materia Penal del Primer Circuito ordenó a la procuraduría no hacer pública la información contenida en la indagatoria sobre el caso.
El 5 de diciembre, Artículo 19 acusó a la PGJDF de «construir una narrativa relacionada con el “ajuste de cuentas” de narcotraficantes con la víctima de nacionalidad colombiana Mile Virginia Martín», y a la titular de la CDHDF, Perla Gómez, de «una visión limitada en torno al caso Narvarte y las implicaciones que tiene en materia de derechos humanos».

### 2016
El 28 de enero de 2016, se dio a conocer que el comandante encargado de la investigación del caso Narvarte contaminó la escena del crimen, al no tener cuidado en la preservación de huellas dactilares. Al día siguiente, se reveló que dos de los implicados (Abraham Torres y Daniel Pacheco) se retractaron de sus declaraciones previas. Ambos acusados solicitaron ampliar su testimonio ante la jueza Silva, señalando que habían rendido declaración bajo coacción. El 3 de febrero, la PGJDF confirmó que el caso seguía abierto, sosteniendo la afirmación de que Torres y Pacheco sí habían estado en el departamento.
El 21 de abril, se giró una orden de aprehensión en contra de René Ruiz Mejía, comandante de la Policía de Investigación, bajo el cargo de ejercicio ilegal del servicio público. Mejía fue acusado de filtrar información confidencial sobre el caso. El 17 de junio, el juzgado Noveno de Distrito de Amparo en Materia Penal determinó que la PGJDF era culpable de las filtraciones de información sensible a los medios de comunicación.
El mismo 21 de abril, la defensa de las víctimas ganó un amparo contra la PGJDF, obligando a la dependencia a no cerrar el caso, a agotar las líneas de investigación y desahogar el resto de las pruebas presentadas. Al día siguiente, 22 de abril, los familiares de las víctimas acusaron que Miguel Ángel Mancera, jefe de Gobierno de Ciudad de México, había «roto su compromiso de apoyar las investigaciones de este caso aún no esclarecido».
El 27 de julio, la madre de Nadia Vera publicó una carta abierta donde acusó que, a un año del multihomicidio, aún no había un móvil claro del crimen. El primer aniversario del crimen motivó una protesta frente a la Procuraduría General de Justicia, así como otras manifestaciones en la Ciudad de México y Xalapa, Veracruz.

### 2017
El 8 de febrero de 2017, los abogados de las víctimas exigieron que se investigara a seis empresas de seguridad privada, propiedad del exsecretario de Seguridad Pública de Veracruz, Arturo Bermúdez Zurita. De acuerdo con los representantes legales, Rubén Espinosa y Nadia Vera huyeron de Veracruz por las amenazas y el hostigamiento de las autoridades locales. Según la información recabada por los abogados del caso, las personas que seguían a Espinosa y Nadia coinciden con el perfil de un policía, un militar o un guardia privado.

Nosotros recabamos información de activistas, defensores de derechos humanos y periodistas de Veracruz sobre la operación de personas vestidas de civil. No sabíamos si formaban parte de la Secretaría de Seguridad o no, pero eran civiles, incluso armados, que los seguían, no sólo en Veracruz; en el caso de Rubén cuando está en la Ciudad de México, en una de las entrevistas previas a su asesinato, denunció que varios hombres lo siguieron aquí, eran hombres vestidos de civil con presencia policial o militar, pero que también encajan con el perfil de un guardia privado.
David Peña, abogado de las víctimas del caso Narvarte, 8 de febrero de 2017

Los abogados habían solicitado a la PGJDF ampliar el testimonio de Bermúdez desde agosto de 2015, pero la fiscalía desestimó esa línea de investigación. David Peña, representante legal de las víctimas, también indicó que las personas asesinadas habían recibido un tiro certero y a corta distancia, lo que sugiere que los agresores tenían entrenamiento.

Los disparos son limpios, a corta distancia pero al contacto porque no hay quemaduras, es decir, que el arma no fue colocada sobre el cuerpo para disparar, eso quiere decir que el agresor sabe disparar y que hay un control del arma, hay tiros precisos, eso implica a alguien capacitado en el manejo de armas, sabía incluso torturar, entonces nosotros decimos que estamos hablando de un perfil policial, militar o de personal de seguridad privada que tiene esta formación técnica.
David Peña, abogado de las víctimas del caso Narvarte, 8 de febrero de 2017

El 21 de junio, la Comisión de Derechos Humanos del Distrito Federal (CDHDF) emitió una recomendación a la fiscalía y al Tribunal Superior de la Ciudad de México, sosteniendo que se violó el derecho a la intimidad y la privacidad de las víctimas al exponerse su información personal, además de que el caso no se manejó con perspectiva de género. El 11 de julio, la Fiscalía aceptó la recomendación.
El 31 de julio, en el segundo aniversario del crimen, familiares y amigos de las víctimas protestaron en la sede de la PGJDF para demandar que se resuelva el caso.
El 2 de agosto, el Citizen Lab de la Universidad de Toronto publicó un informe en el que señala que, entre septiembre y octubre de 2015, Karla Micheel Salas y David Peña, abogados de las víctimas del caso Narvarte, recibieron mensajes de texto con enlaces al software malicioso Pegasus. Estas revelaciones se sumaron a otros casos documentados por el Citizen Lab y otras organizaciones de la sociedad civil sobre el uso de este software, adquirido por la Procuraduría General de la República en 2014, en contra de activistas, periodistas, y políticos, así como a un panel de expertos independientes con inmunidad diplomática.
De acuerdo con el medio Animal Político, una ampliación de un dictamen de criminalística, realizado el 19 de diciembre de 2017 por un experto independiente, confirmó señales de tortura en los cuerpos de casi todas las víctimas –con excepción de Alejandra Negrete–. Las lesiones se presentaron en cuello y espalda, y fueron causadas por un objeto punzocortante.

### 2018
El 10 de mayo de 2018, un juez de distrito le negó un amparo en contra del auto de formal prisión a dos de los tres presuntos asesinos (Daniel Pacheco y César Omar Martínez), quienes deberán seguir el proceso penal en el Reclusorio Preventivo Oriente, en la Ciudad de México.
El 31 de julio, en el tercer aniversario del multihomicidio, los abogados de las víctimas denunciaron que las autoridades se han negado a seguir otras líneas de investigación, y que a pesar de haber presentado pruebas para fortalecer la hipótesis de la persecución política en Veracruz, la fiscalía las ha desestimado. Así mismo, activistas y defensores de derechos humanos exigieron una disculpa pública por parte de los jefes de gobierno Miguel Ángel Mancera y José Ramón Amieva.
El 5 de diciembre, los abogados de las víctimas confirmaron que el gobierno de la Ciudad de México no había atendido aún las recomendaciones elaboradas por la CDHDF en julio de 2017. Por su parte, la fiscalía respondió diciendo que las víctimas no han aceptado sus propuestas respecto a la indemnización y disculpa pública.
El 21 de diciembre, familiares de cuatro de las cinco víctimas presentaron una queja ante la Contraloría General del gobierno de la Ciudad de México, acusando negligencia y omisión por parte de las autoridades de la fiscalía, y exigieron a la jefa de gobierno, Claudia Sheinbaum, que esclarezca el caso.

### 2019
El 4 de enero de 2019 se dio a conocer la Procuraduría General de Justicia de la Ciudad de México pretendía ofrecer una disculpa pública sobre las anomalías en la investigación –tal como recomendó la CDHDF en 2017– sin reconocer su papel en la filtración de información sensible del expediente a los medios de comunicación. La Comisión señaló que la fiscalía solamente cumplió con menos de 40 por ciento de las recomendaciones emitidas al término de la administración de Miguel Ángel Mancera.
El 31 de julio, en el contexto del cuarto aniversario del crimen, el subdirector regional de la organización Artículo 19, Leopoldo Maldonado, indicó que la administración de Claudia Sheinbaum ha decidido replantear la investigación y se abordarán líneas de investigación que fueron omitidas por sus antecesores, especialmente la que vincula al homicidio con la amenazas recibidas por el fotógrafo Rubén Espinosa en el estado de Veracruz.

### 2021
A seis años del multihomicidio en la Colonia Narvarte, ya se identificaron y en prisión dos de los procesados por los delitos de feminicidio diverso, homicidio calificado y robo. En abril de 2021 el Tribunal Superior de Justicia de la Ciudad de México dictó sentencia en contra de «Omar N.», uno de los procesados.  Sin embargo las víctimas y representantes siguen exigiendo la existencia de daño moral y la necesidad de reparación integral. Aún queda pendiente la condena de «Daniel N.», el tercer autor material.
|                                                                     |
| Memorial en conmemoración del Multihomicidio en la colonia Narvarte |

|  |
|  |

|  |
|  |

### 2024
A 9 años del multifeminicidio y homicidio en la Colonia Narvarte, las familias de las víctimas continúan exigiendo verdad y justicia. En un evento de exigencia de justicia afuera de la Fiscalía General de Justicia de la Ciudad de México, Patricia Espinosa, hermana de Rubén Espinosa, fotoperiodista asesinado el 31 de julio en este hecho, recordó que ya han pasado dos jefes del ejecutivo presidenciales, dos jefaturas de gobierno local, dos procuradores y dos fiscales, pero se mantiene la impunidad en el caso. A pesar de haber tres personas detenidas y sentenciadas por el caso, la autoridad aún no ha dado resultados en la investigación de la red con más de 10 personas que participaron en el crimen, de acuerdo a las familias y sus representantes legales.